# Інститут історії Товариства Ісуса
Інсти́тут істо́рії Товари́ства Ісу́са (лат. Institutum historicum Societatis Iesu, IHSI) — науковий інститут Ордену єзуїтів, що займається дослідженням історії єзуїтів. Створений 1893 року в Мадриді, Іспанія, з метою публікації документів та критичних видань, присвячених діяльності Ігнатія Лойоли та його компаньйонів. З 1911 року розпочав видавати праці щодо різних аспектів життя єзуїтів. 1930 року переїхав до Рима.

## Відділ
- Римський архів Товариства Ісуса (Archivum Romanum Societatis Iesu, ARSI)  [Архівовано 11 травня 2019 у Wayback Machine.]

## Основні збірники документів і матеріалів
- Monumenta Historica Societatis Iesu (MHSI) — 156-томне критичне видання першоджерел з історії Ордену.
- Monumenta Historica Societatis Iesu (Nova series) — продовження серії.
- Bibliotheca Institutum Historici Societatis Iesu (BIHSI)
- Subsidia ad Historiam Societatis Iesu.
- Archivum Historicum Societatis Iesu (AHSI) — науковий журнал.

## Інші видання
- Diccionario histórico de la Compañía de Jesús — біографічно-тематичний словник.

## Співробітники
- Йозеф Віцкі